# Liste des aéroports les plus fréquentés en Tunisie
Cet article décrit les aéroports en Tunisie par ordre décroissant du trafic passagers.

## En graphique
Les données sont issues de Wikidata, elle-même indiquant ses propres sources.
Pour des raisons techniques, il est temporairement impossible d'afficher le graphique qui aurait dû être présenté ici.

Voir la requête brute et les sources sur Wikidata.